# Provincia Laghman
Provincia Laghman (paștună și persană: لغمان) este una dintre provinciile Afganistanului. Este localizată în partea estică a statului.